# Hare krishna brass band
Stockholmsbaserade Hare Krishna Brass Band (HKBB) var ett seriöst plojband i Onkel Kånkels anda. Bandet bildades 1986, splittrades 1993 men återförenades tillfälligt 2011 i samband med 20-årsjubileet av deras LP Båndaggel! – 12 kupletter. HKBB hade sammanlagt, men inte samtidigt, fler än 20 medlemmar. Den ende som var med från början till slut var falsettsångaren Harerabiez. De första tre åren användes huvudsakligen ukulele, O'boyburkar och grytlock. Mot slutet användes mellotroner, samplers och hemmaprogrammerade Casio-synthar där man samplade grytlocken. Bandet kallade själv sin musik för "Nisse-Röja-rock", "amöba-rock" eller "amöba-pop".
Tidiga inkarnationer av HKBB spelade ofta på nattliga limsniffar- och folkölsfester under Tranebergsbron. Sista konserten ägde rum våren 1993 på en svartklubb i Slakthusområdet (Johanneshov). 
HKBB gjorde en LP och många singlar och kassetter. Låtarna hade titlar som Jag vill va en Hare Krishna, Kannibalkrishnorna, Massaker på Govindas, Motorsågskrishnorna och Krishnornas sex-sekt. Bandets LP Båndaggel! – 12 kupletter anmäldes 1993 av Hare Krishna-rörelsen för hets mot folkgrupp. Det var för övrigt första gången någonsin som justitiekanslern prövade om innehållet på en grammofonskiva kunde räknas som hets mot folkgrupp. 

## Diskografi

### Kassetter
- Never Mind Buddha Here's Hare Krishna Brass Band (Tönt Records, 1987)
- The Great Amöba Swindle (Tönt Records, 1987)
- The Worst Of HKBB (samling, utgiven i England, Tönt Records, 1988)
- Radio Krishna (endast för promotion, Halvlös Records, 1993)

### Vinyl
- Sgt Krishnas Looney Rama Club Band (7", endast 5 testpressar, Tönt Records, 1988)
- Jag vill va en Hare Krishna (7"-EP, Tönt Records, 1988)
- Merry Krishmas (7", Bad Taste Records, 1989)
- Kakafonier 88-89 (7"-LP, "Best of"-samling, Bad Taste Records, 1990)
- Live In South Africa (7", endast 5 testpressar, Worm Records, 1990)
- Motorsågskrishnorna och andra hymner... (7", Amöba Records, 1991)
- Båndaggel! - 12 kupletter (LP, Amöba Records, 1991)
- Sektklenoder (10", samling med rariteter, Syntax Records, 2013)

### CD
- Båndaggel! + Picnic Under Tranebergsbron 1993⇒1986 (Halvlös Records, 2006)
- Rara Rotfrukter Från Den Fårade Plöjden (minialbum, samling med rariteter, Halvlös Records, 2010)
- Båndaggel! Expanderad Tjugoårsjubileumsversion (återutgåva med 4 nyinspelade låtar, Halvlös Records, 2011)
- Radio Krishna (CD-maxi, Halvlös Records, 2012)
- Radio Krishna Remix EP (CD-maxi, tio olika versioner av titellåten, Halvlös Records, 2012)

### CDR
- Båndaggel! - 12 kupletter (återutgåva, Halvlös Records, 1995)
- Motorsågskrishnorna (CD-singel, endast för promotion, Halvlös Records, 1996)
- Never Mind Buddha Here's Hare Krishna Brass Band (återutgåva, Halvlös Records, 1998)
- Kakafonier 88-89 (återutgåva, Halvlös Records, 1999)
- Jag vill va en Hare Krishna (pocket-CD, utgiven i Japan, Amoeba-Toshiba, 2002)
- Katzenjammer 1986-1988 (samling med rariteter, i digipakomslag, Ruskprick Records, 2013)

### Videor
- Höstsoarén 1987 (diverse artister, Curare Records, 1987)
- World Tour 87-92 (Amöba Records, 1992)
- World Tour 87-93 (återutgåva på DVD-R, Halvlös Records, 2007)

## Medlemmar i HKBB
- Harerabiez - falsettsång, ukulele, sampler (1986-1993, 2011)
- Kung Roger - O'boyburk, grytlock (1986-1987)
- Prins Tomas - O'boyburkar (1987)
- CP-Erik - grytlock (1987)
- Pungen - grytlock, gummisnoddsbas (1987-1989)
- Potens - O'boyburkar (1987-1988)
- Walle - grytlock (1987-1988)
- Timander - rap (1987)
- Beckomberra - O'boyburkar (1987-1993, 2011)
- Betongring - absolut ingenting (1988 och 1989)
- Hjalmar Hjärndöd - koskälla (1988-1989)
- Halvjulle - grytlock (1988-1989)
- Haremsson - grytlock (1988-1989)
- Pacman - diverse osorterade läten och oljud (1988)
- Amazonen - grytlock (1988)
- Anton Trogen - mellotron (1989-1990)
- Petta Putt - gummisnoddsbas (1989-1990)
- DJ Fred - grytlock (1989-1990)
- Gay-Gay Med Bölden - grytlock, motorsåg (1990-1992)
- Nuttes Hink - grytlock (1990-1993, 2011)
- Schinny Fatzoid - casiosynthar, tamburin (1990-1993, 2011)
- Masturberra - grytlock (1993)